# 24 Baza Lotnicza
24 Baza Lotnicza – wojskowa baza lotnicza zlokalizowana w Zegrzu Pomorskim, sformowana 1 stycznia 2001 po rozwiązaniu 9 Pułku Lotnictwa Myśliwskiego.
Baza została rozformowana 27 listopada 2002.

## Istniejąca infrastrukturalotniska
- droga startowa betonowa, o długości 2500 m i szerokości 60 m;
- kompleks lotniskowy składa się w większości z działek zabudowanych obiektami parterowymi, które wspomagają funkcje działalności lotniskowej (wieża kontroli lotów, hangar techniczny, schrony dla samolotów, budynki techniczno-eksploatacyjne, strażnica p.poż);
- zabezpieczenie logistyczne lotniska stanowią zabudowania takie jak: budynki magazynowe, garażowe, gospodarcze i koszarowe.

## Dowódcy
- 1 stycznia 2001–2002 – płk dypl. pil. Sławomir Kałuziński
- 2002–grudzień 2003 – ppłk dypl. Jacek Krzyżanowski